# Burbank (Ohio)
Burbank es una villa ubicada en el condado de Wayne en el estado estadounidense de Ohio. En el Censo de 2010 tenía una población de 207 habitantes y una densidad poblacional de 230,33 personas por km².

## Geografía
Burbank se encuentra ubicada en las coordenadas 40°59′11″N 81°59′41″O / 40.98639, -81.99472. Según la Oficina del Censo de los Estados Unidos, Burbank tiene una superficie total de 0.9 km², de la cual 0.9 km² corresponden a tierra firme y (0%) 0 km² es agua.

## Demografía
Según el censo de 2010, había 207 personas residiendo en Burbank. La densidad de población era de 230,33 hab./km². De los 207 habitantes, Burbank estaba compuesto por el 97.58% blancos, el 0.97% eran afroamericanos, el 0.48% eran amerindios, el 0% eran asiáticos, el 0% eran isleños del Pacífico, el 0% eran de otras razas y el 0.97% pertenecían a dos o más razas. Del total de la población el 0.48% eran hispanos o latinos de cualquier raza.